# ГАЕС Поромбка-Жар
ГАЕС Поромбка-Жар — гідроакумулювальна електростанція на півдні Польщі у Сілезькому воєводстві.
Станцію, розташовану на південний схід від Бельсько-Бяла на річці Сола (права притока Вісли, яка тече з Карпатських гір), почали будувати 1971-го, а введення в експлуатацію припало на 1979 рік. Як нижній резервуар використовується водосховище Miedzybrodzkie, створене на Солі внаслідок зведення греблі біля села Порабка. Верхній резервуар становить штучна водойма Zar, розміщена на висотах правого берега Соли. Заповнення водойми відбувається протягом 5,5 години при роботі станції в насосному режимі з потужністю 540 МВт і цього вистачає для 4 годин роботи в турбінному режимі з потужністю 500 МВт.
Основне обладнання ГАЕС становлять чотири однотипні оборотні турбіни типу Френсіс. Ефективність гідроакумулювального циклу 75 %.